# Nijolė Bluškytė
Nijolė Bluškytė (ur. 21 października 1960 w Kielmach) – litewska lekkoatletka specjalizująca się w skoku w dal, uczestniczka letnich igrzysk olimpijskich w Barcelonie (1992). W czasie swojej kariery startowała również w barwach ZSRR, pod panieńskim nazwiskiem Miedwiediewa.

## Sukcesy sportowe
- mistrzyni Litwy w skoku w dal – 1992[1]

| Rok  | Miasto | Zawody                   | Konkurencja | Wynik         |
| ---- | ------ | ------------------------ | ----------- | ------------- |
| 1985 | Paryż  | Światowe igrzyska halowe | skok w dal  | brązowy medal |

## Rekordy życiowe
- skok w dal – 7,14 – Ryga 04/06/1988
- skok w dal (hala) – 7,01 – Wilno 25/01/1987 (rekord Litwy)